# 北梁遗址
北梁遗址，位于中国河北省承德市电园子村，为承德市围场满族蒙古族自治县的一个省级文物保护单位，类型为古遗址，公布时间为1993年7月15日。
北梁遗址的历史年代为新石器时代。